# Bertalan Lajos
Bertalan Lajos (Beremend, 1838. június 30. – Budapest, 1901. július 30.) mérnök, az Országos Vízépítési Igazgatóság tiszai osztályának vezetője.

## Életpályája
A bécsi műegyetemen tanult, majd 1858 és 1861 között részben magánmérnökként, részben Temes vármegye, később pedig a Sebes-Körös Szabályozási Társulat főmérnökeként tevékenykedett. 1881-től dolgozott a közmunka- és közlekedésügyi minisztériumnál. 1887-ben műszaki tanácsossá nevezték ki. 1889-ben a földművelésügyi minisztériumhoz kerültek át a vízügyek, ekkor a dunai osztály, 1890-ben pedig a tiszai osztály vezetője volt. Bertalan Lajos volt a 19. század legjelentősebb magyar vízépítési munkájának, a Tisza-szabályozás befejezésének irányítója. 

## Emlékezete
- Emlékére 1903-ban a Tisza-völgyi társulatok Szegeden, az újszegedi oldalon, a Tisza töltésén hatalmas obeliszket állítottak; ezt azonban az új szegedi közúti híd építésének megkezdése előtt, 1976-ban felrobbantották.
- Részben talán az előbbi eset miatti kárpótlás gyanánt is, Szeged másodikként megépült Tisza-hídja, a 43-as főutat kiszolgáló Bertalan híd 2001 óta az ő emlékére viseli ezt a nevet.
- Budapest XI. kerületében utca és emléktábla őrzi emlékét; az utca és a Bartók Béla út találkozásánál villamosmegálló is található, amelynek révén a neve még inkább be tud ágyazódni a városban élők köztudatába.